# Music is Painting In The Air (brano)
Music is painting in the air è un brano musicale, nonché signature song del gruppo progressive Sensations' Fix.

## Il brano
Il brano, presente nel primo album del gruppo, Fragments of Light, è strutturato da qualche giro di accordi di chitarra, con caratteristiche psichedeliche.
Il titolo del brano viene citato nell'omonima raccolta pubblicata nel 2012 dalla RVNG Intl.

## Altre versioni
Il brano è stato più volte remixato.